# 가와사키 닌자 1000
가와사키 닌자 1000(영어: Kawasaki Ninja 1000)은 가와사키 중공업에서 2011년부터 생산 중인 스포츠 투어링 모터사이클이다. 1986년부터 1989년까지 생산했던 닌자 1000R이나 다른 닌자 모터사이클과는 아무 관련이 없다.
일반적으로 Z1000 스트리트 파이터의 완전히 페어링된 형제로 특징지어지며 동일한 1,043cc 수냉식, 전자식 연료 분사식, 16밸브 4행정 4기통 직렬 엔진 및 알루미늄 트윈 튜브 백본 프레임을 공유하지만 인체 공학, 저장 공간, 더 큰 연료 탱크 및 스포츠 투어링 시장에 더 중점을 둔 기타 디자인 요소를 갖추고 있다.